# پلزنت ویو (یوتا)
پلزنت ویو (به انگلیسی: Pleasant View) شهری در ایالت یوتا کشور ایالات متحده آمریکا است که جمعیت آن در سرشماری سال ۲۰۱۰ میلادی، ۷٬۹۷۹ نفر بوده‌است.